# شوس نوكيل
شوس نوكيل (بالفارسية: چوس نوکیل) هي قرية أفغانية في مقاطعة خواهان التابعة لولاية بدخشان الواقعة في شمال شرق أفغانستان.